# Župčany
Župčany és un poble i municipi d'Eslovàquia. Es troba a la regió de Prešov, al nord del país.

## Història
La primera referència escrita de la vila data del 1248.

## Demografia
| Godina             | 1994 | 2004    | 2014    | 2024    |
| ------------------ | ---- | ------- | ------- | ------- |
| Nombre de persones | 1104 | 1280    | 1474    | 2139    |
| Diferència         |      | +15,94% | +15,15% | +45,11% |

| Godina             | 2023 | 2024   |
| ------------------ | ---- | ------ |
| Nombre de persones | 2079 | 2139   |
| Diferència         |      | +2,88% |